# Sindora inermis
Sindora inermis é uma espécie de legume da família Fabaceae.
Pode ser encontrada nos seguintes países: Indonésia e o Filipinas.
Está ameaçada por perda de habitat.